# شهرستان برژتسلاو
ناحیهٔ برتسلاو (به چکی: Břeclav District) یک ناحیه در جمهوری چک است که در منطقه موراویای جنوبی واقع شده‌است. ناحیهٔ برتسلاو ۱٬۰۴۸٫۹۱ کیلومتر مربع مساحت و ۱۱۴٬۱۴۸ نفر جمعیت دارد.